# N,N′-Bis(trimethylsilyl)harnstoff
N,N′-Bis(trimethylsilyl)harnstoff BSU ist ein Harnstoffderivat, bei dem jeweils ein Wasserstoffatom an beiden Aminogruppen durch eine Trimethylsilylgruppe (TMS-Schutzgruppe) ersetzt ist. BSU wird vorteilhaft als Silylierungsreagens für Alkohole und Carbonsäuren eingesetzt, da es keiner Säure- oder Basekatalyse bedarf und das Nebenprodukt Harnstoff in unpolaren Lösungsmitteln, wie z. B. Dichlormethan CH2Cl2 praktisch unlöslich ist.

## Herstellung
Die Synthese von N,N′-Bis(trimethylsilyl)harnstoff wurde erstmals 1963 aus dem Arbeitskreis von Ulrich Wannagat berichtet.
BSU entsteht beim Erhitzen von Harnstoff mit überschüssigem Hexamethyldisilazan HMDS in 98 %iger Rohausbeute. Das Produkt ist jedoch mit Spuren von Trimethylsilylisocyanat Me3SiNCO, HMDS, und Hexamethyldisiloxan Me3SiOSiMe3 verunreinigt und als Silylierungsreagens selbst nach Sublimation wenig brauchbar.
Die Umsetzung von Harnstoff mit Hexamethyldisilazan in Gegen-wart (flüchtiger) saurer Katalysatoren, wie z. B. Ammoniumchlorid, Essigsäure oder Chlorwasserstoff, liefert auch in industriellen Reaktionsansätzen Reinausbeuten über 98 % mit Silylierungs-aktivitäten um 100 %.

## Eigenschaften
N,N′-Bis(trimethylsilyl)harnstoff ist ein farbloser, kristalliner Feststoff, der sich in vielen organischen Lösungsmitteln löst und mit Wasser unter Bildung von Harnstoff und Hexamethyldisiloxan reagiert. Die Substanz sollte daher unter Feuchtigkeits-ausschluss und in inerter Atmosphäre gelagert werden. Die stark schwankenden Werte der angegebenen Schmelzpunkte sind auf Verunreinigungen des Produkts zurückzuführen, die sich auch in verminderten Silylierungsaktivitäten niederschlagen. Vakuumsublimation verunreinigter Produkte liefert unter erheblichen Verlusten nur ein etwas reineres Produkt.

## Anwendungen
Die Silylierung ist eine Gleichgewichtsreaktion, bei der ein aktives Wasserstoffatom H an einem Heteroatom X durch einen Trimethylsilylrest TMS ersetzt wird.
Die Entfernung des entstehenden Moleküls H-Y (Harnstoff im Fall von BSU, Ammoniak NH3 im Fall von HMDS) ist für eine hohe Produktausbeute entscheidend.
Silylierungsmittel, wie z. B. Chlortrimethylsilan TMS-Cl oder Trimethylsilyltrifluormethansulfonat TMSOTf, die als Ester starker Säuren aufgefasst werden können, erfordern den Einsatz von Basen wie Triethylamin oder Pyridin zum Abfangen der bei der Reaktion entstehenden Säuren. Silazanartige Reagentien wie BSU dagegen sind schwache Basen und reagieren unter milden Bedingungen mit primären, sekundären und tertiären Alkoholen, Phenolen und Carbonsäuren. Dabei werden in der Regel Produktausbeuten über 90 % erzielt.
Ein Sonderfall der Silylierung von Hydroxygruppen ist die Reaktion von N,N′-Bis(trimethylsilyl)harnstoff mit Carbamidperoxid (festes Wasserstoffperoxid) zu Bis(trimethylsilyl)peroxid, einem wasserfreien geschützten Wasserstoffperoxid.
Die Reaktion verläuft in Dichlormethan, in dem der entstehende Harnstoff ausfällt. Das flüssige Produkt (86 % Ausbeute) wird durch Destillation isoliert.
Dipolar-aprotische Lösungsmittel, wie Acetonitril, Dimethylformamid oder Pyridin, in denen sich auch Polyhydroxyverbindungen, z. B. Glucose oder Glucoside wie Methyl-α-D-glucopyranosid löslich sind, fördern die Silylierungsreaktion, wobei das in geringen Mengen zugesetzte Silylspaltungsreagens Tetrabutylammoniumfluorid TBAF als Initiator wirken soll.
Zur Steigerung der Reaktivität werden oft auch Kombinationen von Silylierungsmitteln eingesetzt, wie z. B. Hexamethyldisilazan + Trimethylchlorsilan. Alternativ dazu können hochreaktive Silylreagentien, wie TMSOTf oder Trimethylsilylfluorsulfonat TMSOFs auch in situ aus den Supersäuren Trifluormethansulfonsäure bzw. Fluorsulfonsäure in katalytischen Mengen erzeugt werden.
So werden sehr hohe Produktausbeuten durch Einsatz des preisgünstigen N,N′-Bis(trimethylsilyl)harnstoff statt der teuren Triflate bzw. Fluorsulfonate ermöglicht. Mit in situ erzeugtem TMSOFs können praktisch quantitative Ausbeuten bei der Reduktion von Benzaldehyd-dimethylacetal mittels Triethylsilan
oder der Bildung der Ketalisierung von 4-Methylcyclohexanon mit 1,2-Bis(trimethylsilyloxy)ethan (silyliertem Ethylenglycol) erzielt werden.
Primäre Amine liefern mit BSU die entsprechenden N-Trimethylsilylamine, die mit Styroloxid in guten Ausbeuten (64–84 %) zu 1-Phenylethanolaminen reagieren.
Die mengenmäßig wichtigste Anwendung von N,N′-Bis(trimethylsilyl)harnstoff lag in der Vergangenheit bei den Silylierungsschritten in den mehrstufigen chemischen Umwandlungen von Penicillin G unter Ringerweiterung des fünfgliedrigen Penam- in einen sechsgliedrigen Cephem-Ring zum Cephalosporin G und in der anschließenden Acylierung der Stammverbindungen 7-Aminodesacetoxycephalosporansäure (7-ADCA) bzw. 7-Aminocephalosporansäure (7-ACA) (aus Cephalosporin C) zu halbsynthetischen Cephalosporinen. Obwohl die Optimierung industrieller chemischer Verfahren die Ausbeute auf der ersten Stufe von Penicillin G zum Penicillin G-sulfoxid bis auf 92,4 % bei einer Reinheit von >98,3 % und auf der zweiten Stufe vom Penicillin G-sulfoxid zum Cephalosporin G bis auf 94 % bei einer Reinheit von >98 % steigern konnten, haben effizientere und insbesondere umweltfreundlichere enzymatische Verfahren diese Anwendungen von BSU weitgehend obsolet werden lassen.